# Bruno Costa (cầu thủ bóng đá người Bồ Đào Nha, sinh 1986)
Bruno Miguel Guerreiro Costa (sinh ngày 28 tháng 8 năm 1986 ở Ferreiras, Albufeira) là một cầu thủ bóng đá người Bồ Đào Nha thi đấu cho FC Ferreiras ở Bồ Đào Nha, ở vị trí thủ môn.